# 塚田佳男
塚田 佳男（つかだ よしお、1944年2月 - ）は、声楽作品を中心とする伴奏ピアニスト。
群馬県高崎市出身。群馬県立高崎高等学校在学中の1961年に実施された「高崎市歌」の作曲部門で入選する。東京藝術大学音楽学部声楽科を卒業後、伴奏ピアニストに転身して小林道夫に師事。
1968年、東京藝術大学大学院オペラ科の伴奏助手として奉職する傍ら二期会の研究生となる。1969年に発足した東京室内歌劇場のオペラ公演に出演。荒削りだが雄大な演奏を披露し注目を浴びる。1970年、日本大学芸術学部音楽科伴奏法講師に就任。1975年にはドイツ・デトモルトに留学、1977年帰国。1979年に再び東京藝術大学大学院の畑中良輔教授講座、現代ドイツ・リート、日本歌曲講座の伴奏助手となるも、1989年に辞職し、フリーになる。1994年にソプラノ関定子のカーネギー・ホールでのコンサートの伴奏を務めた他、NHK紅白歌合戦（NHK総合・ラジオ第1）の伴奏としても多く出場するなど、国内外で幅広く活躍している。
ピアノ伴奏を担当したCDは多数リリースされている他、歌手・高津佳（たかつ　けい）としても多くのCDが発表されている。
1996年第19回上毛芸術奨励賞。1999年には歌曲伴奏者に対する賞、第1回水谷達夫賞。

## 著書
- 畑中良輔、塚田佳男、黒沢弘光『日本名歌曲百選 詩の分析と解釈』（音楽之友社 1998年）
- 畑中良輔、塚田佳男、黒沢弘光『日本名歌曲百選 詩の分析と解釈〈2〉』（音楽之友社 2002年）